# Riccardia leptothallus
Riccardia leptothallus là một loài rêu trong họ Aneuraceae. Loài này được R.M. Schust. mô tả khoa học đầu tiên năm 1989.